# هيو ادوين ستريكلاند
هيو ادوين ستريكلاند (بالإنجليزية: Hugh Edwin Strickland)‏ (و. 1811 – 1853 م) هو عالم طيور، وعالم حيواني من المملكة المتحدة . وكان عضواً في الجمعية الملكية .
توفي عن عمر يناهز 42 عاماً.

## التعليم
تعلم في كلية أوريل بجامعة أكسفورد

## جوائز
حصل على جوائز منها:
- زمالة الجمعية الملكية.